# Liffré-Cormier Communauté
Liffré-Cormier Communauté és una estructura intercomunal francesa, situada al departament de l'Ille i Vilaine a la regió Bretanya. Té una extensió de 252,25 kilòmetres quadrats i una població de 24.830 habitants (2014).

## Composició
Agrupa 9 comunes :
1. Liffré
2. Chasné-sur-Illet
3. Dourdain
4. Ercé-près-Liffré
5. Gosné
6. La Bouëxière
7. Livré-sur-Changeon
8. Mézières-sur-Couesnon
9. Saint-Aubin-du-Cormier

## Administració
| Data d'elecció | Identitat            | Partit | Qualitat |
| -------------- | -------------------- | ------ | -------- |
| 2000-2008      | Clément Théaudin     | PS     |          |
| 2008-          | Loïg Chesnais-Girard | PS     |          |